# Perseo y Andrómeda (Leighton)
Perseo y Andrómeda (en inglés: Perseus and Andromeda) es una pintura al óleo de estilo prerrafaelita obra de sir Frederic Leighton. La completó en 1891, año en que fue expuesta en la Royal Academy of Arts. Describe la historia de la mitología griega de Andrómeda. En contraste con la base clásica del cuento, Leighton usó el estilo gótico para ambientar la obra. La pintura forma parte de la colección del National Museums Liverpool y se expone en la Walker Art Gallery.

## Leyenda
En la mitología griega, el reino de Etiopía estuvo gobernado por la bella pero altiva reina Casiopea; mantenía que su belleza era superior a la de las ninfas del mar, que eran las hijas de Poseidón, el dios del mar. Cuando las ninfas fueron conscientes de  sus reclamaciones, protestaron ante su padre, que se vengó llamando a un monstruo marino llamado Ceto para patrullar y causar estragos a lo largo de la costa de Etiopía y colocar el reino de Casiopea en riesgo. En respuesta, la reina, con su marido Cefeo, decidieron sacrificar a su hija, la princesa Andrómeda, al monstruo.
Andrómeda fue encadenada a una roca a la orilla del mar como ofrenda al monstruo. Perseo viajaba de vuelta a casa en su caballo alado, Pegaso, después de luchar con Medusa. Rescató a Andrómeda matando al monstruo. La pareja se enamoró, pero la princesa ya estaba prometida a Fineo. Perseo discutió con Fineo en la boda, pero la lucha llegó a una conclusión cuando Fineo fue convertido en piedra después que Perseo blandió la cabeza de Medusa, derrotándole.

## Pintura
El tema mitológico de Andrómeda es representado de una manera dramática. La escena es una representación del mito situado en una costa rocosa. Perseo es representado volando por encima de la cabeza de Andrómeda, en su caballo alado Pegaso. Dispara una flecha desde el aire, que se clava en el monstruo marino, que gira la cabeza hacia arriba, hacia el héroe. Casi desnudo, el cuerpo retorcido de Andrómeda está a la sombra de las alas de la criatura oscura, creando una señal visual de peligro inminente. Su cuerpo sinuoso contrasta contra la masa oscura del cuerpo irregular y dentado del monstruo. El cuerpo blanco de Andrómeda se presenta puro e inocente, indicando un sacrificio injusto por un castigo divino que no era para ella, sino para su madre. Pegaso y Perseo están rodeados por un halo de luz que los conecta visualmente con el cuerpo blanco de la princesa, encadenada a la roca.